# Hurigny
Hurigny es una comuna francesa situada en el departamento de Saona y Loira en la región de Borgoña. Esta localidad antiguamente se llamaba Uriniacum.

## Geografía
Hurigny es una localidad de la región del Mâconnais. Se extiende sobre una meseta de unos 300 metros sobre el nivel del mar, con vista al valle del río Saona. Limita al sur con Mâcon, al este con Sancé y con Sennecé-lès-Mâcon (comuna asociada de Mâcon, al oeste con Chevagny-les-Chevrières y al norte con Laizé.

## Demografía
| 833                       | 812 | 899 | 845 | 929 | 908 | 939 | 946 | 941 | 940 | 1 049 | 1 087 | 1 034 | 1 093 | 997 | 898 | 904 | 873 | 838 | 809 | 637 | 612 | 620 | 602 | 695 | 932 | 935 | 1 128 | 1 220 | 1 249 | 1 429 | 1 474 | 1 768 |
| (Fuente: INSEE y Cassini) |     |     |     |     |     |     |     |     |     |       |       |       |       |     |     |     |     |     |     |     |     |     |     |     |     |     |       |       |       |       |       |       |